# Репнин, Василий Аникитич
Князь Василий Аникитич (Никитич) Репнин (1696 — 10 августа 1748) —  русский военачальник из рода Репниных: генерал-адъютант, генерал-фельдцейхмейстер, командующий во время Рейнского похода 1747—1748 годов.

## Биография
Сын генерал-фельдмаршала А. И. Репнина. Участвовал в Северной войне в отряде отца. Будучи отправлен в австрийскую армию на стажировку, числился «волонтёром при завоевании цесарцами Белграда» в 1717 году. Фендрик Преображенского полка (1726).
В 1729 году был послан в Вену с известием о кончине великой княжны Натальи Алексеевны. В 1731 году, уже гвардии капитан, был отправлен на Украину для наблюдения за устройством крепостей и поселений.
Участвовал во всех походах Миниха во время русско-турецкой войны 1735—1739 годов. В том числе в походе на Крым 1736 гола, штурме Перекопа и разорении Гезлёва и Бахчисарая. Был произведён в генерал-лейтенанты и назначен 3 марта 1740 года комиссаром по разграничению земель с Турцией.
Награждён орденом Св. Александра Невского (29 августа 1741) и с 19 февраля 1742 года был назначен состоять при Выборгском корпусе в Ингерманландии. Член комиссии о злоупотреблениях Балахнина в таможне с 30 января 1743 года. С 18 августа 1743 — член Генерального суда по делу Лопухиных, а с 29 августа того же года — комиссар по разграничению земель между Швецией и Россией.  С 5 октября 1743 года — член Военной коллегии. В 1744 году, 25 июня назначен главным командиром войск в Санкт-Петербурге; 15 июля был пожалован в полные генералы; 16 декабря стал генерал-адъютантом; в первой половине 1744 года был генерал-губернатором Петербурга. 
С 20 ноября 1745 года — генерал-фельдцейхмейстер и одновременно обер-гофмейстер двора великого князя Петра Фёдоровича. В качестве воспитателя великого князя оказывал на него довольно благоприятное воздействие; не препятствовал наследнику, несмотря на уже не детский его возраст, заниматься солдатиками и другими воинскими играми, что вызвало неудовольствие императрицы Елизаветы, которая распорядилась заменить Репнина Чоглоковым в мае 1746 года.
В 1745 году был также назначен заведующим Сухопутным шляхетским корпусом.
С 1747 года — командующий русского корпуса, совершившего поход на Рейн (в ходе войны за австрийское наследство). Его действия способствовали заключению Аахенского мира. В январе 1748 года он был разбит параличом. Тем не менее, заменить его другим императрица не пожелала, во избежание задерки: она придавала большое значение быстрому выступлению корпуса. Однако, старшему после Репнина в корпусе, генералу Ливену дано было «частное поручение», в случае ухудшения течения болезни, принять командование на себя, о чём Репнин также был извещёнь. На обратном пути в Россию Репнин умер, в Эбенсфельде — 30 июля (10 августа) 1748 года, по-видимому, от повторного удара. Был похоронен возле отца в Алексеевской церкви города Рига.
Получил от отца имения: Спасское и Щапово Московского уезда, Ильинское и Овчинино Оболенского уезда, Никольское Болховского уезда и Матвеево Галицкого уезда. Вотчинник села Котово в Московском уезде.

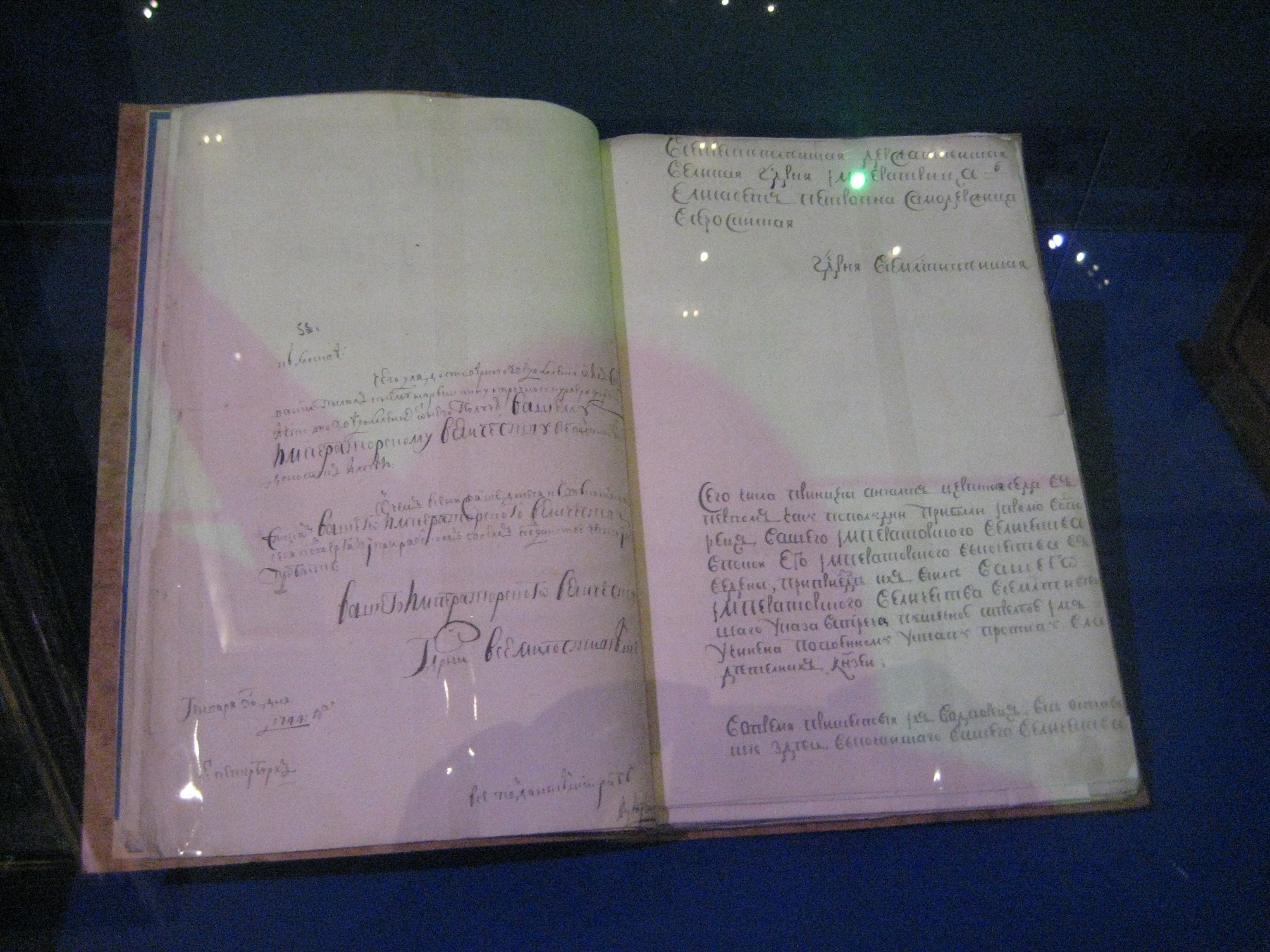
Доношение Елизавете Петровне о прибытии в Россию будущей Екатерины II

## Семья
Был женат трижды: 
1. Дарья (Доротея) Фёдоровна Поль, дочь бедного лютеранского пастора Иоганна Фридриха Поля[3], у которого он, молодым офицером, квартировал в одну из стоянок своих в Ливонии.
2. Графиня Мария Ивановна Головина (1707—1770), дочь графа Ивана Фёдоровича и Анны Борисовны (урожд. Шереметьевой) Головиных, внучка Ф. А. Головина.
3. Дарья Фёдоровна Макарова, дочь Фёдора и Прасковьи Юрьевны Макаровых. Имела свой двор в Москве (1750), доставшийся ей от матери[4][2].

Дети, по данным Г. А. Власьева, от третьего брака:
- Николай (1734—1801), знаменитый в русско-польской истории дипломат, герой русско-турецких войн, генерал-фельдмаршал, последний князь Репнин прямой линии, женат на Наталье Александровне Куракиной.
- Пётр (1744—1773), полковник, холост.
- Прасковья, фрейлина (?—1793), с 1749 года в браке с офицером П. П. Нарышкиным; у них сын Пётр, сенатор, и дочь Наталья, жена князя Степана Куракина.